# Stazione di Vasto
La stazione di Vasto era una stazione ferroviaria, posta lungo la linea Adriatica, che serviva il comune di Vasto, costituendone il principale scalo ferroviario.

## Storia
La stazione venne inaugurata il 25 aprile 1864 insieme alla tratta Ortona-Foggia; continuò il suo esercizio fino alla sua chiusura avvenuta nel marzo 2005 con il raddoppio del tracciato della linea. In seguito alla sua chiusura l'intera stazione è stata convertita in un parcheggio per auto da circa 700 posti. Delle strutture e impianti presenti in passato permangono al 2018 solo il fabbricato viaggiatori, il deposito locomotive e la colonna idraulica, i quali mostrano ognuno evidenti segni di vandalismi grafici.

## Servizi
La stazione disponeva di:
- Biglietteria a sportello
- Sala d'attesa
- Servizi igienici
- Deposito bagagli